# Fructuoso Orduna
Fructuoso Orduna Lafuente (Roncal, 23 de enero de 1893 - Pamplona, 27 de agosto de 1973) fue un escultor español especializado en "escultura urbana" y ganador de varios premios por su trabajo destacado. Pertenece a la primera generación (1890-1920) de escultores navarros contemporáneos siguiendo el criterio establecido por el doctor en Historia del Arte, Francisco Javier Zubiaur Carreño y continuado por el profesor José María Muruzábal en su tesis doctoral inédita sobre la "Escultura pública en Navarra". Se incluye en la generación de artistas que, «a partir de las fórmulas clasicistas, dotaron a sus trabajos de un aire de universalidad y de europeísmo, siempre dentro del camino marcado por la figuración plástica». Entre otros coetáneos, estarían también Ramón Arcaya, Constantino Manzana y Áureo Rebolé, además de Alfredo Surio y Victoriano Juaristi.

## Biografía
Nacido en una familia numerosa (era el séptimo de ocho hermanos), en 1904 se inicia como aprendiz formación artística se inicia en Zaragoza en el taller, y de la mano, de Joaquín Beltrán, que le enseñará dibujo y modelado, y que posteriormente empuja a asistir al taller de Dionisio Lasuén. 
En 1914 se traslada a Madrid e ingresa en la Escuela de Artes y Oficios, trabajando y perfeccionándose en el taller del escultor Mariano Benlliure. En 1917, con ayuda de la Diputación Foral de Navarra, establece un estudio en Madrid, en la calle Atocha, y nuevamente con ayuda de la misma diputación, tres años más tarde, viaja a Roma donde permanece entre 1920 y 1922.
De regreso en 1923, se establece en Madrid realizando una exposición a finales de ese año en el Museo de Arte Moderno. En 1924 se casa con Carmen Ballestero de cuyo matrimonio nació una hija, Pilar. Aunque trabaje en la capital española sigue manteniendo su vinculación con Navarra y recibe el encargo, en 1932, para realizar la nueva fachada del Palacio de la Diputación Foral en la nueva avenida de Carlos III que se abría paso con el desarrollo del Segundo Ensanche pamplonés.
Desarrolla una labor profesional centrada en varios géneros como el retrato, la imaginería religiosa y la decoración monumental. Compagina su faceta artística con la docente como profesor de modelado en la Escuela Cerámica de Madrid, primero, y en la Escuela Especial de Pintura, Escultura y Grabado, después.
El 1 de mayo de 1962 es nombrado Académico de Bellas Artes en Madrid, donde reside definitivamente, sustituyendo en la plaza vacante a Moisés Huerta y ocupándola el día 7 de abril de 1963. 
En el verano de 1973 estando en su localidad natal, Roncal, se sintió enfermo falleciendo el 26 de agosto de 1973 en Pamplona.
Años más tarde fue nombrado Hijo predilecto de Roncal.

## Esculturas
- Post Nubila Phoebus, Pamplona, Museo de Navarra, 1921, el «trabajo más importante de los realizados».[6]
- Placa conmemorativa de Julián Gayarre, 1923, Museo Casa Natal de Gayarre, Roncal, Navarra.
- Monumento a Pedro Navarro, Conde de Oliveto, 1928, Garde, Navarra.
- Sepultura de Hilarión Eslava, 1929, cementerio de Burlada, Burlada.
- Monumento al general José Sanjurjo, 1929, calle Navas de Tolosa, Pamplona.
- Monumento a José María Méndez Vigo, 1929, Paseo de Invierno, Tudela, Navarra (placa).
- Alegoría de Navarra, frontispicio del Palacio de la Diputación Foral de Navarra, 1932, en Pamplona.[7]
- Monumento a Juan Huarte de San Juan, 1933, Avenida de la Baja Navarra, Pamplona (placa).
- Monumento a Valentín Gayarre, 1938, junto al cementerio local, Roncal, Navarra.
- Los atletas (6 esculturas), c. 1946, Instituto Ramiro de Maeztu, Madrid.
- Monumento a Julián Gayarre, 1950, jardines de La Taconera, Pamplona.
- Paso de Nuestro Padre Jesús Nazareno, 1950, para la Cofradía de Excombatientes y Excautivos de Nuestro Padre Jesús Nazareno de Huesca, Huesca
- "Navarra", 1951, fachada del Palacio de la Diputación Foral, Pamplona.
- "Reyes de Navarra", 1952, fachada del Palacio de la Diputación Foral, Pamplona.
- Monumento a Julián Gayarre, 1953, Roncal, Navarra.
- Imagen de la Inmaculada, 1955, para el Excmo. Ayuntamiento de Huesca, Huesca.
- Monumento a César Borgia, 1965, Viana, Navarra.
- Monumento a San Francisco Javier, 1967, Javier, Navarra.
- Monumento al Duque de Ahumada, 1969, avenida de Galicia, Pamplona.
- Monumento a Alfonso XIII, s/f, Ciudad Universitaria, Madrid.
- Alegoría de las Ciencias, s/f, Instituto Ramón y Cajal, Madrid.

## Galería

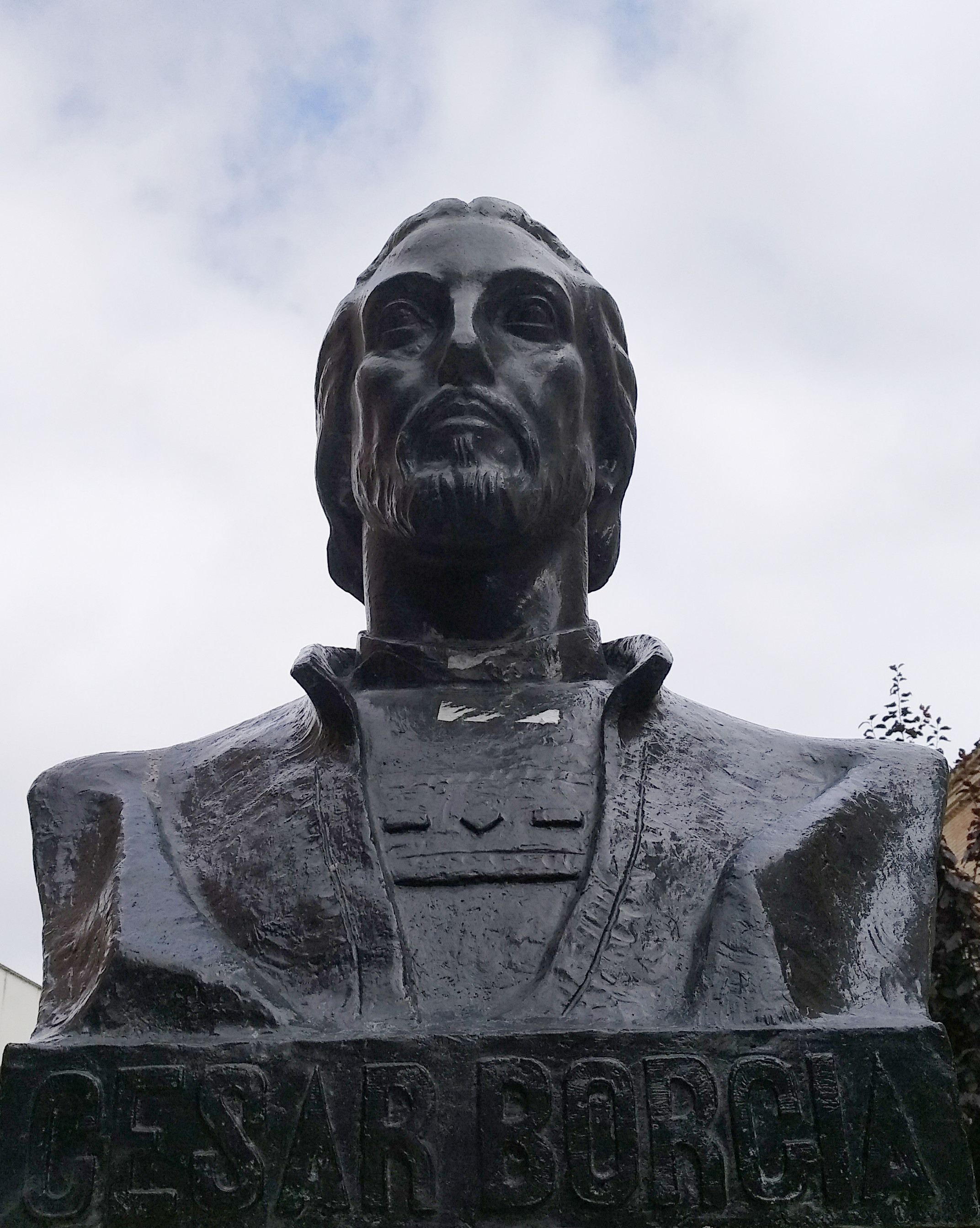
Monumento a César Borgia, en Viana (Navarra).
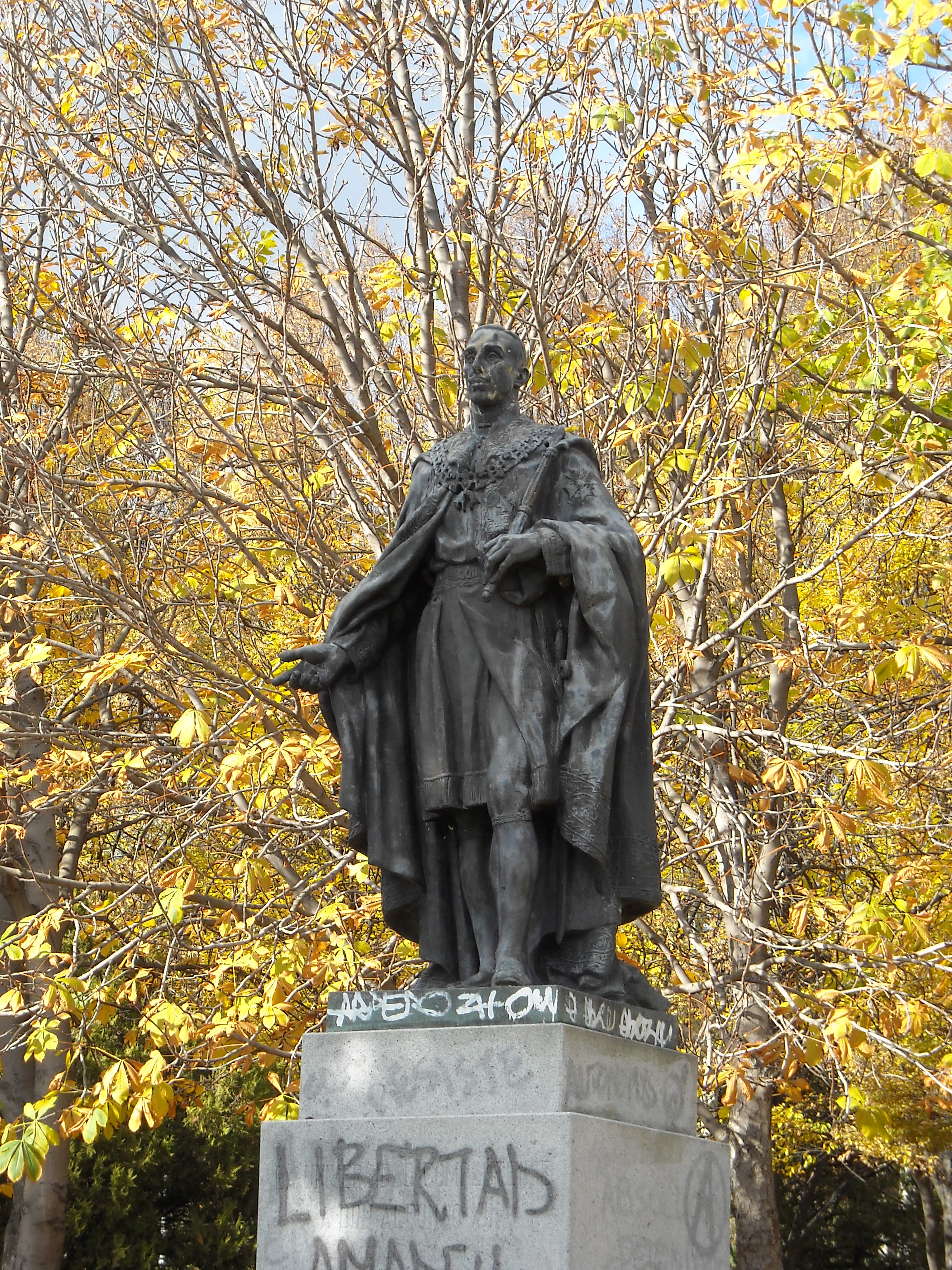
Estatua de Alfonso XIII (Universidad Complutense de Madrid)
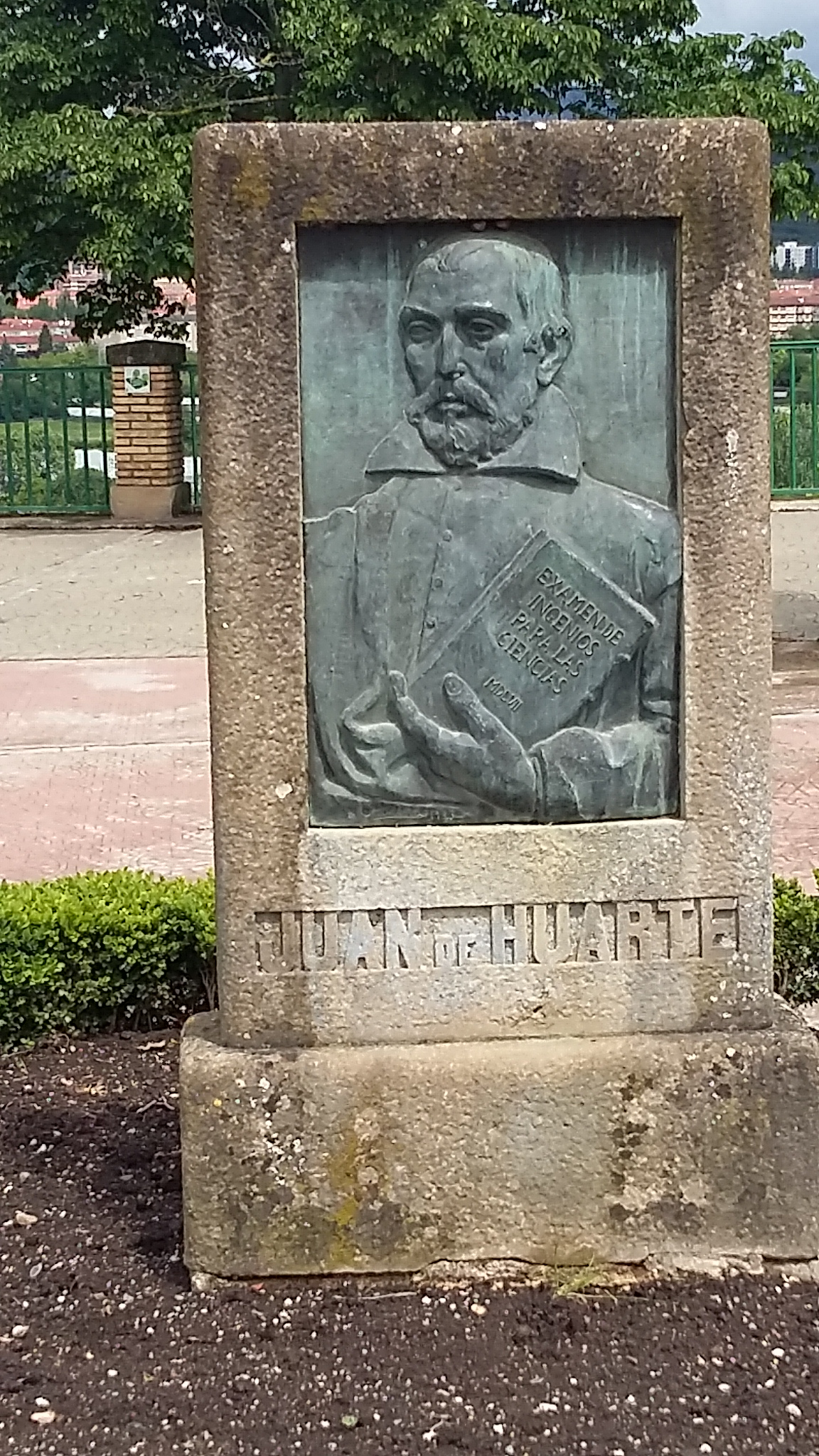
Monumento a Juan Huarte de San Juan, en el parque de la Media Luna de Pamplona.
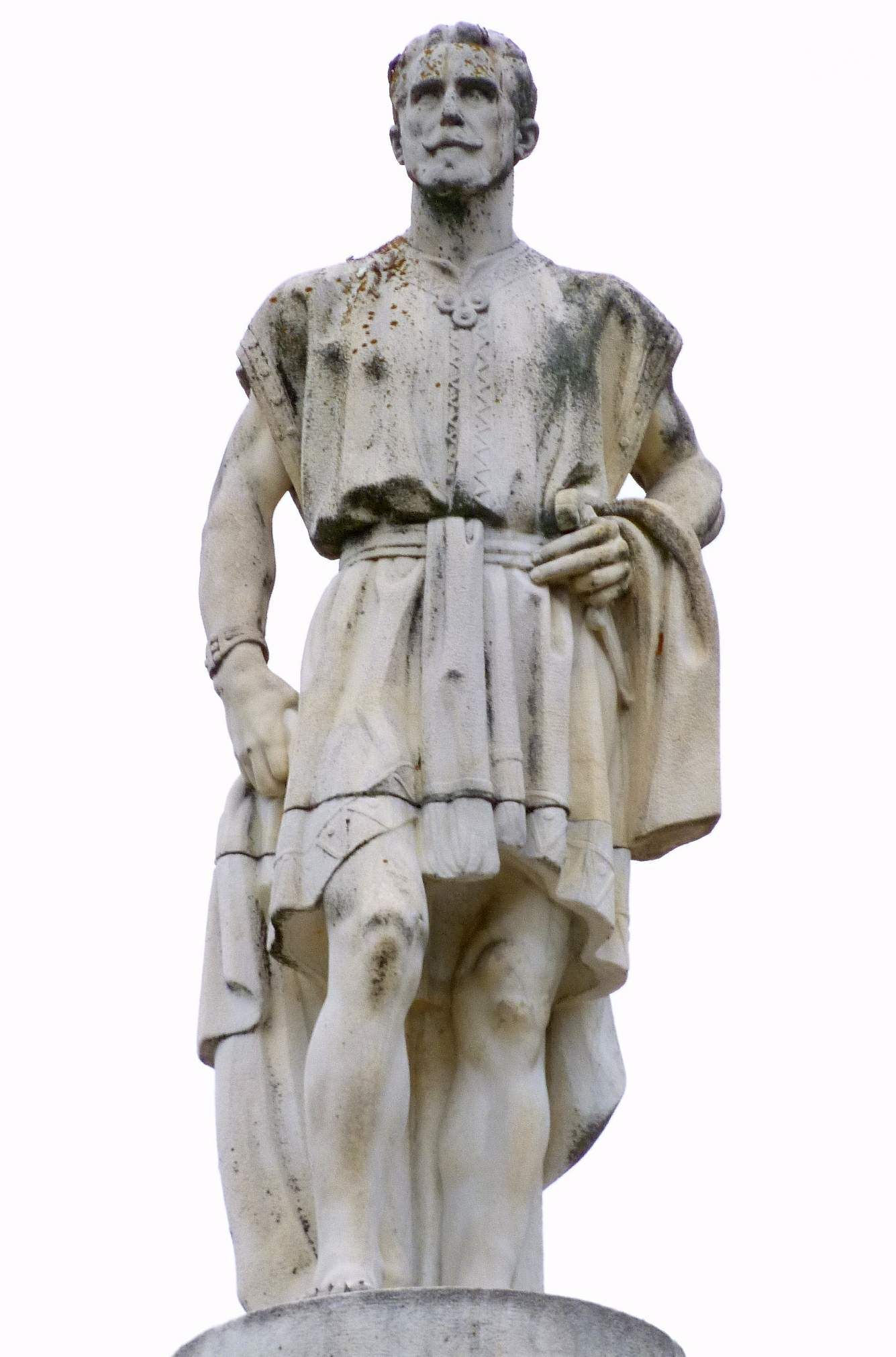
Monumento a Julián Gayarre, en el Parque de la Taconera de Pamplona, realizado junto el arquitecto Víctor Eusa
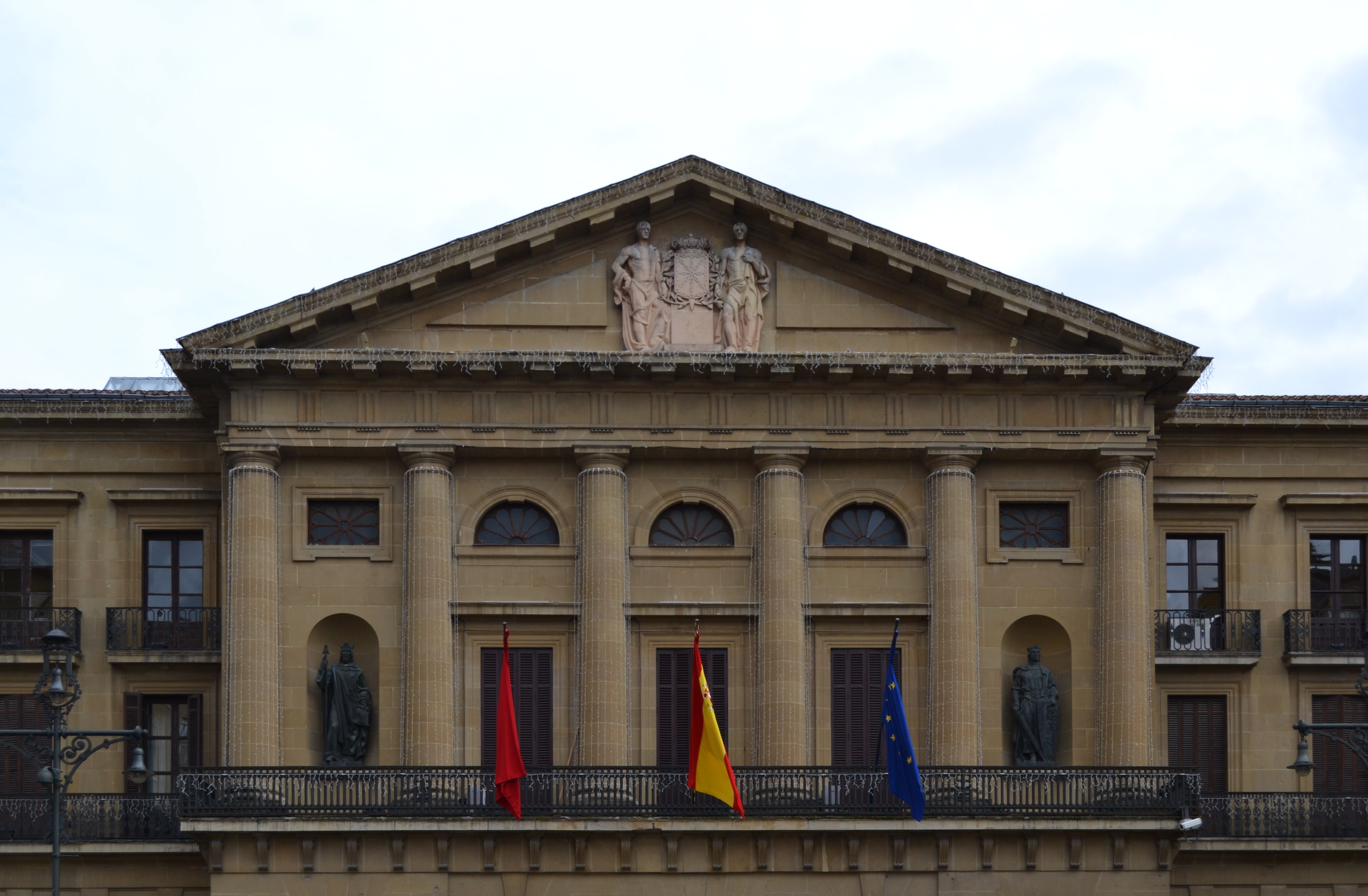
"Navarra", parte superior, obra original de Fructuoso Orduna, (antes de su eliminación); Reyes de Navarra (Sancho el Mayor, rey de Pamplona, y Sancho el Fuerte, rey de Navarra), en el balcón principal.
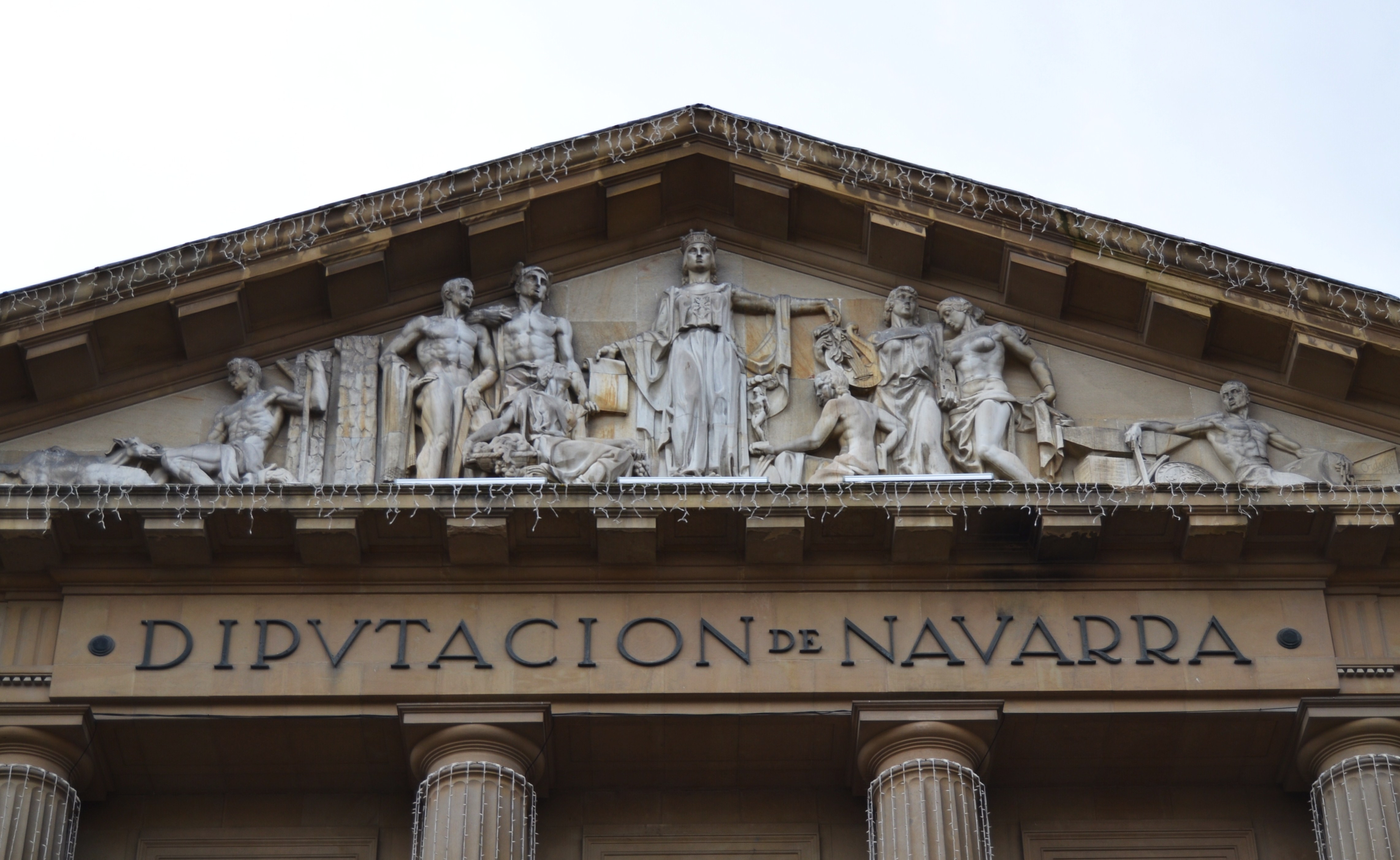
Alegoría de Navarra, frontispicio del Palacio de Navarra (Pamplona)

## Distinciones
- Tercera Medalla en la Exposición Nacional de Bellas Artes (1920).
- Primera Medalla en la Exposición Nacional de Bellas Artes con la obra Post nubila Phoebus (1922), el único artista navarro de su generación que logra esta medalla.[5]
- Elegido Académico de la Real de Bellas Artes de San Fernando (Madrid) (1962).